# Yakovlev Yak-42
Yakovlev Yak-42 (tên ký hiệu của NATO: Clobber) là một Máy bay ba động cơ phản lực, được thiết kế để thay thế cho loại phản lực 2 động cơ Tupolev Tu-134. Nó thực hiện nhiệm vụ giống như Boeing 727, là một máy bay phản lực chở khách tầm trung. Yak-42 còn là máy bay dân dụng loại lớn đầu tiên ở Liên Xô được trang bị động cơ phản lực cánh quạt đẩy hiện đại.

## Thiết kế và phát triển
Để duy trì công việc thiết kế, Yakovlev bắt đầu với Yak-40, đây là một mẫu thiết kế máy bay dân dụng với cánh cụp sau và có kích thước khá lớn, với mẫu thử nghiệm có góc cụp của cánh là 11° nhưng đã bị loại bỏ để thay thế bằng mẫu có cánh cụp lên đến 23°. Yak-42 được chế tạo tại Smolensk, và nó bắt đầu hoạt động trong hãng hàng không Aeroflot vào cuối năm 1980. Gần 100 chiếc đã được giao hàng vào năm 1993.
Sau một thời gian ngắn loại máy bay này được chế tạo đưa vào phục vụ trong dịch vụ bay thương mại, một số các tai nạn đã xảy ra do máy bay bị rung mạnh ở bộ phận đuôi, đã dẫn đếm quyết định đình chỉ hoạt động của loại máy bay này. Sau một thời gian tiến hành sửa chữa, Yak-42 lại bắt đầu hoạt động trở lại trong ngành hàng không Xô viết vào năm 1985.
Loại Yak-42 này không bao giờ được xuất khẩu trong thời kỳ Xô viết, chỉ sau khi những thay đổi chính trị xảy ra ở Liên Xô, một vài chiếc Yak-42 đã được cho các hãng hàng không ở châu Phi, Cuba, Pakistan và Nam Tư thuê theo hợp đồng.
Những kiểu hiện nay bao gồm phiên bản cơ bản Yak-42, Yak-142 với trọng lượng lớn, và Yak-42D-100 với hệ thống điện tử của phương Tây nhưng chưa bao giờ đưa vào sản xuất hàng loạt. Cuối năm 1997, Yakovlev công bố phát triển một phiên bản khác của Yak-42 là Yak-42A, một phiên bản cải tiến của Yak-42D tăng lượng khách chở được và một khoang hành khách hiện đại.

## Hoạt động dân sự

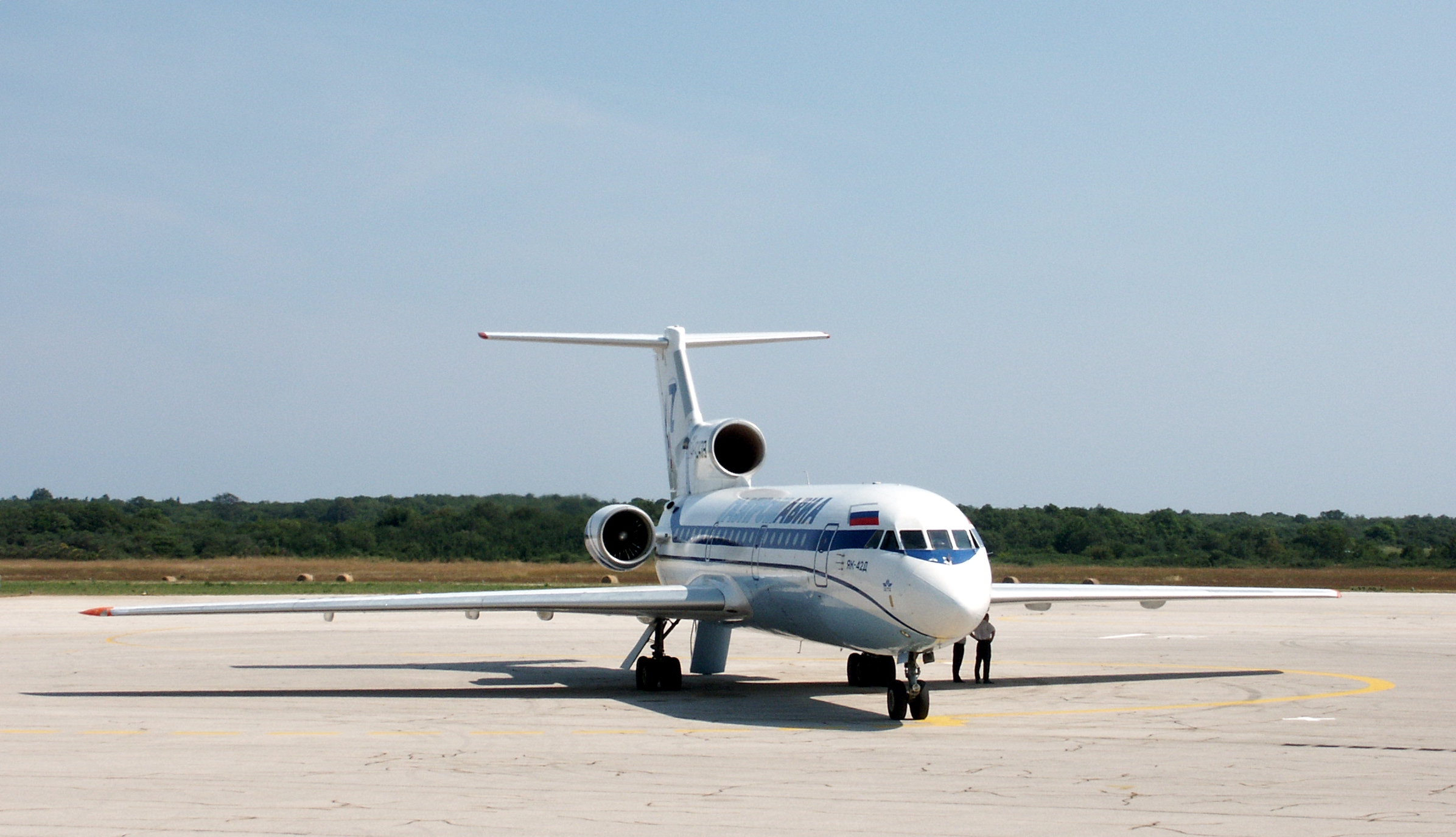
Yak-42D

Vào tháng 8 2006, có 130 chiếc trong tổng số 179 chiếc Yak-42 vẫn còn hoạt động trong các hãng hàng không dân dụng. Những hãng hàng không vẫn sử dụng Yak-42 là: 
| - Centre-Avia (5 chiếc) - Dniproavia (5) - DonbassAero (10) - Elbrus-Avia (5) - Gazpromavia (7) - Karat (5) | - Kuban Airlines (11) - Lviv Airlines (6) - Saravia (10) - Tatarstan Airlines (7) - Cubana (7) |

Khoảng 27 hãng hàng không khác cũng sử dụng một số lượng nhỏ loạt máy bay này.

## Vụ tai nạn Trabzon
Vụ tai nạn nổi tiếng nhất của Yak-42 xảy ra vào ngày 26 tháng 5 2003, khi một chiếc Yak-42-D của hãng hàng không Ukrainian-Mediterranean Airlines đã gặp tai nạn gần Macka, Trabzon (Thổ Nhĩ Kỳ); trong khi đang chở 62 quân nhân Tây Ban Nha đang từ Afghanistan (trong lực lượng ISAF) đến Căn cứ không quân Zaragoza. Tất cả 75 người trên máy bay đều tử nạn. Sau tai nạn này, ở Tây Ban Nha đã nổ ra một vụ scandal giữa các chính khách và dư luận, khi dư luận cho rằng Bộ quốc phòng Tây Ban Nha đã thuê những máy bay rẻ tiền không đáp ứng đủ tiêu chuẩn an toàn hàng không. Vụ scandal này đã làm xấu hình ảnh của bộ trưởng Quốc phòng lúc đó là Federico Trillo. Thêm vào nữa, năm 2004 người ta tiết lộ việc xác minh thi hài đã thực hiện cẩu thả và một số thi hài đã xác định sai danh tính.

## Các phiên bản
- Yak-42 (1980)
- Yak-42D (1987)
- Yak-42A hay còn gọi là Yak-142 (1997 - dự án)
- Yak-42D-100 (2001)
- Yak-42M (1987 - dự án)

## Thông số kỹ thuật (Yak-42D)

### Đặc điểm riêng
- Phi đoàn: 2 phi công
- Sức chứa: 120 hành khách (8 hạng nhất, 96 hạng bình thường)
- Chiều dài: 36.38 m (119 ft 4 in)
- Sải cánh: 34.88 m (114 ft 5 in)
- Chiều cao: 9.83 m (32 ft 3 in)
- Diện tích : 150 m² (1.610 ft²)
- Trọng lượng rỗng: 34.500 kg (76.100 lb)
- Trọng lượng cất cánh: n/a
- Trọng lượng cất cánh tối đa: 57.000 kg (125.700 lb)
- Động cơ: 3× ZMKB Progress D-36, lực đẩy 64 kN (14.300 lbf) mỗi chiếc (nó có thể bay chỉ với 2 động cơ hoặc giữ nguyên độ cao chỉ với một động cơ)

### Hiệu suất bay
- Vận tốc cực đại: 810 km/h (506 mph)
- Tầm bay: 4.100 km (2.200 nm)
- Trần bay: 8.800 m (29.000 ft)
- Vận tốc lên cao: n/a
- Lực nâng của cánh: n/a
- Lực đẩy/trọng lượng: n/a

## Nội dung liên quan

### Máy bay có tính năng tương đương
- Boeing 727